# Johan Lindh (boktryckare)
Johan Lindh, född 1723 i Örebro, död 1783, var en boktryckare i Örebro. Hade två söner som tog över tryckeriet: Johan Per Lindh och senare Nils Magnus Lindh.